# Ruppert Wittelsbach (biskup Fryzyngi)
Ruppert Wittelsbach (ur. 14 maja 1481, zm. 20 sierpnia 1504) – książę Palatynatu, biskup Fryzyngi. Zwany w literaturze niemieckiej Rupprechtem Cnotliwym (Rupprecht der Tugendhafte)
Syn elektora Palatynatu Filipa i Małgorzaty. 
Został biskupem w wieku 14 lat po śmierci administratora Sixtusa Tannberga. Trzy lata później zrezygnował z tej funkcji aby ożenić się z Elżbietą Wittelsbach córką księcia Bawarii-Landshut Jerzego i Jadwigi Jagiellonki. Ślub odbył się 10 stycznia 1499 roku.
Ruppert i Elżbieta mieli czworo dzieci:
- Jerzego (1500-1504)
- Ruprechta (1500-1504)
- Ottona Henryka (1502-1559) – elektora Palatynatu
- Filipa (1503-1548) – książę Palatynatu-Neuburg